# Manuel Fernández de Santa Cruz
Manuel Fernández de Santa Cruz y Sahagún (Palencia,  Corona de Castilla, España, 18 de enero de 1637-Puebla, Nueva España, Imperio Español, 1 de febrero de 1699) fue obispo de Guadalajara y de Puebla con importantes obras religiosas y materiales en esta última. Hizo publicar la Carta atenagórica de sor Juana, que fue una crítica al sermón de António Vieira. Su corazón se halla preservado en el exconvento de Santa Mónica de Puebla.

## Trayectoria canónica y episcopal
Fue colegial mayor en Salamanca, y en Segovia, doctor teólogo y canónigo magistral. Tenía 35 años de edad cuando fue presentado para la mitra de Chiapas (1672), pero antes de embarcarse fue promovido para el obispado de Guadalajara. Llegó a Veracruz el 27 de septiembre de 1673 comenzando a gobernar la diócesis de Nueva Galicia hoy de Guadalajara. El 24 de agosto de 1675 fue consagrado en México por el arzobispo virrey fray Payo Enríquez de Rivera. Fue haciendo una visita a la provincia de Coahuila cuando en junio de 1676 fue trasladado a la mitra de Puebla, llegando a ella el 10 de agosto de 1677. Visitó su obispado hasta los lugares más remotos. En 1680 fue promovido para el arzobispado de México pero en una carta anunciaba que "por amor a sus ovejas" no aceptaba el cargo. En 1696, se le ofreció el alto cargo de virrey pero de nueva cuenta declina aduciendo la misma razón. Falleció el 1 de febrero de 1699 en el pueblo de Tepeojuma, entre Atlixco e Izúcar, donde practicaba una visita pastoral.

## Obra espiritual y material
Más que en Guadalajara, su obra más importante la realizó en Puebla, donde gobernó por espacio de 22 años, continuando la febril actuación de sus antecesores Juan de Palafox y de Diego Osorio de Escobar, durante el apogeo económico y político de la Iglesia, y el auge del barroco novohispano. Desde su llegada a Puebla dirigió su atención a la ornamentación de la Catedral de Puebla consagrada por Palafox, dotándola de ornamentos y alhajas, enormes candiles, blandones y lámparas, se dedicó en especial a la terminación de sus fachadas y de la torre faltante y llevó a cabo la ejecución de la capilla del Ochavo en el lapso de 1682 a 1688. En lo artístico escogió a Cristóbal de Villalpando para la decoración de la cúpula de la capilla de los Reyes que realizó entre 1688 y 1689, además del encargo muy especial de la pintura de la Transfiguración en 1683. Fernández de Santa Cruz terminó las obras que significan hoy la expresión máxima del barroco en Puebla: la capilla del Rosario, consagrada en 1690, el templo de Santa María Tonantzintla y el de San Francisco Acatepec. Continuo apoyando decididamente a los colegios tridentinos fundados por el obispo Palafox creando uno para los niños del coro de la Catedral. Incrementó el acervo en libros de la Biblioteca Palafoxiana, dio un impulso al Real Hospital de San Pedro, que se encontraba en descuido realizando obras de gran envergadura dándole su fisonomía actual, dotó a su iglesia de salas y bóvedas y construyó habitaciones para el capellán y el Rector.
A decir de Octavio Paz, Fernández de Santa Cruz tuvo dos pasiones: la Teología y las Monjas, y antes que las materiales fueron sus primeras obras las dirigidas a estos rubros. En Guadalajara había instituido varios colegios para niñas y obras conventuales y en Puebla vino a extender estas, al Oratorio de San Felipe Neri dotándolo de un claustro y habitaciones, y de beaterio al de Santa Rosa, pero sin duda el más beneficiado fue el de Santa Mónica, para el cual cambió de lugar la antigua casa de Santa María Egipciana trasladándola con el nombre de Recogimiento de Santa María Magdalena que era un colegio para doncellas y viudas pobres bajo la advocación de Santa Mónica, acto que fue avalado por el Papa Inocencio XI mediante una breve del 14 de septiembre de 1682, pero al año siguiente en el mes de agosto de 1683 presentó a los cabildos eclesiástico y secular el proyecto de trasformar el colegio en monasterio de agustinas recoletas. En ambos lados del presbiterio del templo del exconvento lucen hoy las estatuas orantes de sus patronos beneficiarios, el obispo Santa Cruz y Cerón Zapata.

## Fernández de Santa Cruz y Sor Juana
Fernández de Santa Cruz, obispo de Puebla, mantuvo una estrecha relación con sus monjas y en especial, de manera epistolar, con Sor Juana Inés de la Cruz. Resultado de esta relación habrían sido las cartas entre el obispo de Puebla y la monja, que se intercambiaron entre 1690 y 1691, el primero bajo el seudónimo de Sor Filotea que suscitó la famosa respuesta de Sor Juana. Octavio Paz, sostiene que al mismo tiempo que el obispo admiraba a la monja, la habría utilizado como peón en un juego ajedrecístico de poder contra el arzobispo de México, Francisco de Aguiar y Seijas, instigándola a redactar una carta de circulación privada que luego hizo imprimir por su cuenta. Por testimonios de los contemporáneos de Sor Juana se conoce la admiración que Fernández de Santa Cruz profesaba a la monja. Alejandro Soriano Vallés, ha demostrado que Santa Cruz instó a Sor Juana a redactar su Respuesta a Sor Filotea de la Cruz. El hallazgo en 2010 de la Carta de Puebla y la Carta de San Miguel, corroborarían que el obispo no habría querido apartarla del cultivo de las letras profanas.